# Knežja vas
Knežja vas je naselje u slovenskoj Općini Trebnju. Knežja vas se nalazi u pokrajini Dolenjskoj i statističkoj regiji Jugoistočnoj Sloveniji. 

## Stanovništvo
Prema popisu stanovništva iz 2002. godine naselje je imalo 73 stanovnika.